# Bernabò Visconti

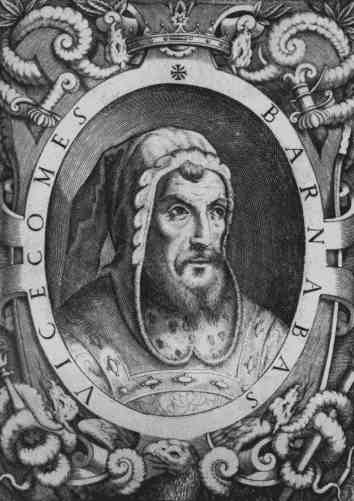
Bernabò Visconti

Bernabò Visconti (ur. 1323 w Mediolanie; zm. 19 grudnia 1385 w Trezzo sull’Adda) – senior Bergamo, Brescii, Cremony, Soncino, Lonato i Valcamonica i wraz z braćmi Matteo II i Galeazzo współrządca Mediolanu. Był synem Stefano Viscontiego i Walentyny Doria.

## Życiorys

Herb rodziny Viscontich

Jako drugiemu synowi zostaje mu przeznaczona kariera kościelna, zostaje więc skierowany na studia prawnicze, ale plany te ulegną zmianie. W 1340 r. uczestniczy prawdopodobnie razem z braćmi oraz niektórymi notablami w spisku przeciwko stryjowi Luchino. Spisek zostaje odkryty i wielu jego uczestników zostaje straconych. Luchino nie mści się jednak na bratankach. W 1343 r. Bernabò musi jednak opuścić Mediolan i razem z braćmi udać się na wygnanie. Przebywa w Sabaudii, Flandrii i Francji, gdzie jest gościem Filipa VI. W marcu 1349 r. wraca do Mediolanu wezwany przez stryja Giovanniego, który jest następcą swego brata Luchino. 27 września 1350 r. poślubia Beatrice Regina della Scala z Werony, córkę Mastino II della Scala. Wraz ze śmiercią stryja, arcybiskupa Giovanniego w 1354 r., władza w państwie mediolańskim zostaje podzielona między braci: Galeazzo II otrzymuje część zachodnią Lombardii, Matteo II – część przedpadańską, a Benabò część wschodnią.
W 1355 r. rozpoczyna budowę cytadeli w Bergamo. W sierpniu tego roku nieskutecznie próbuje opanować Bolonię. 26 września umiera Matteo II, a państwo zostaje podzielone między dwóch pozostałych braci.
4 października 1356 r. wikariusz cesarski Markward von Raudeck atakuje Mediolan, ale zostaje pokonany i 12 listopada uwięziony przez żołnierzy Bernabò. Ten wplątuje się również w konflikt z papieżem, który w 1360 r. oskarża go o herezję. Wybucha wojna, podczas której Bernabò 29 lipca 1361 r. zostaje pokonany pod San Ruffillo przez wojska legata papieskiego dowodzone przez Galeotto Malatestę. Jest to wielka klęska. Na dodatek, 14 października 1362 r. zostaje zamordowany Ugolino Gonzaga, mąż jego siostry Katarzyny Visconti. Wydarzenie to spowodowało konflikt między Bernabò a Mantuą, który będzie trwał przez kilka lat.
4 marca 1363 r. po upływie terminu stawienia się w Awinionie, Bernabò został ogłoszony przez papieża Urbana V heretykiem, schizmatykiem i wyklętym z Kościoła, a co za tym idzie pozbawionym wszystkich praw. Sentencję tę rozciągnięto również na jego synów. Miesiąc później poniósł klęskę w bitwie, a jego syn Ambroży został uwięziony. Zgodnie z ustaleniami pokoju z 13 marca 1364 r. Bernabò musi opuścić Bolonię w zamian za 500 000 florenów. 28 marca 1373 r. Bernabò i Galeazzo II ponownie zostają oskarżeni o herezję i potępieni przez Kościół.
W latach 1377–1379 sprzymierzył się z Wenecją przeciwko Genui, ale został pobity przez siły genueńskie. W polityce wewnętrznej ciągle dążył do przejęcia pełnej władzy nad państwem. Był tego bliski po śmierci brata - Galeazzo II, ale ten sam cel postawił sobie jego bratanek Gian Galeazzo, który od czasu choroby ojca praktycznie kierował jego częścią państwa. Widząc, że stryj chce umocnić swoją władzę poprzez małżeństwo córki Łucji z Ludwikiem II Andegaweńskim, uwięził go wraz z synami Ludovico i Rodolfo w Castello di Porta Nuova. Następnie przeniósł go do Trezzo. 19 grudnia 1385 r. Bernabò zostaje zgładzony, prawdopodobnie otruty. Pochowany został w San Giovanni in Conca z wielkimi honorami.

## Rodzina

### Dzieci z Beatrice
- Taddea (1351–28 września 1381), poślubiła księcia Stefana III bawarskiego;
- Viridis, (1352–1414), poślubiła Leopolda III Habsburga;
- Marco (1353–3 stycznia 1382), pan Parmy, w 1367 poślubił Izabelę bawarską;
- Ludovico (1355–7 marca 1404), rządca i pan Parmy oraz Lodi poślubił Violante Visconti;
- Walentyna, (1357–1393), poślubiła w 1378 Piotra II cypryjskiego;
- Rodolfo (1358–1389), pan Pavii;
- Carlo, (1359–1403), pan Parmy, poślubił w 1382 Beatrice d’Armagnac;
- Antonia, (1360-26 marca 1405) poślubiła w 1380 Eberharda III wirtemberskiego;
- Katarzyna, (1362-1404), poślubiła w 1380 Gian Galeazzo Viscontiego, księcia Mediolanu;
- Agnese, (1363–1391), poślubiła w 1380 Franciszka I Gonzagę, pana Mantui;
- Magdalena, (1366-17 lipca 1404), poślubiła w 1381 Fryderyka II Bawarskiego;
- Gianmastino, (1370–1405), pan Bergamo i Ghiara d’Adda, poślubił w 1385 Cleofe della Scala, córkę Antonio I, pana Werony;
- Lucia, (1372–14 kwietnia 1424), poślubiła w 1407 Edmunda Holanda, 4° Księcia Kentu;
- Elisabetta, (1374-2 lutego 1432), poślubiła w 1395 Ernesta bawarskiego;
- Anglesia, (1377-12 października 1439), poślubiła ok. 1400 Janusa cypryjskiego.

### Dzieci nieślubne
Bernabò oprócz potomstwa z Beartice miał również dzieci nieślubne:
- Sagromoro, męża Achiletty Marliani,
- Donninę, żonę Jana Hawkwooda,
- Lancelloto,
- Sopranę, żonę Giovanniego de Prato,
- Karola Visconti (zm. 1391/1403), męża Beatrice, córki Jana II d’Armagnac,
- Ludwika (zm. 1385), męża Violante, córki Galeazzo Visconti, pana Pavii,
- Ginewrę, żonę Leonardo Malaspina,
- Palamede,
- Isottę (zm. 1388), żonę Ludwika von Landau,
- Ambrożego (zabitego 1373),
- Ettore (zm. 1413), męża Małgorzaty Infrascati,
- Beroardę, żonę Giovanniego Suardiego,
- Henryka,
- Riccardę, żonę Bernarda, pana La Salle.